# Usos humanos das plantas

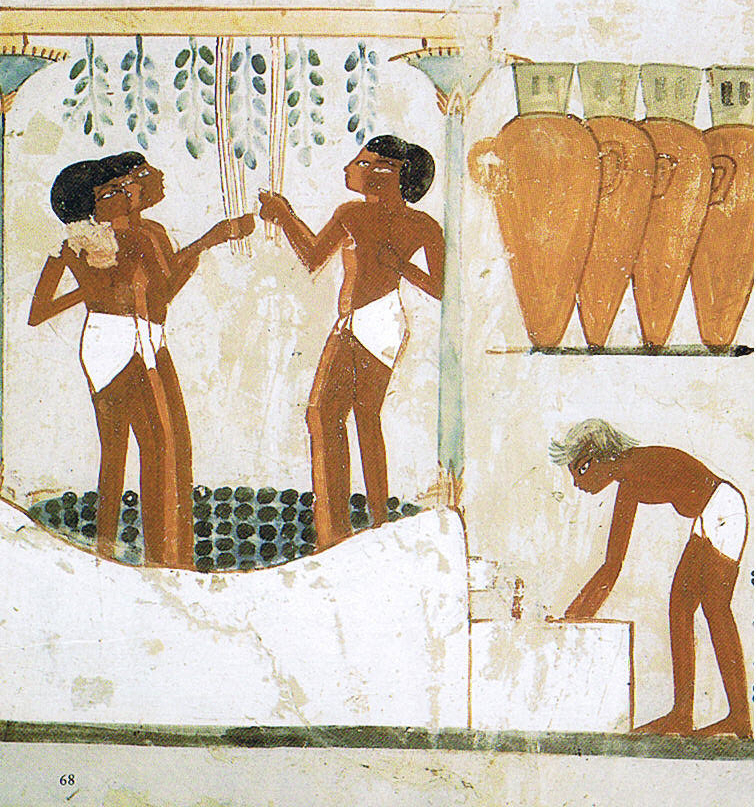
Uvas sendo pisadas para extrair o suco e transformar em vinho em jarras de armazenamento. Túmulo de Nakht, XVIII dinastia, Tebas, Egito Antigo.

Os usos das plantas por humanos abrangem tanto aplicações práticas, como para alimentação, vestuário e medicina, quanto usos simbólicos, como em arte, mitologia e literatura. Os materiais derivados de plantas são coletivamente chamados de produtos vegetais.
As plantas comestíveis têm sido, por muito tempo, uma fonte de nutrição para os humanos, e o fornecimento confiável de alimentos por meio da agricultura e da horticultura é a base da civilização desde a Revolução Neolítica. As plantas medicinais foram e continuam sendo ingredientes essenciais de muitas práticas de medicina tradicional, além de servirem como matérias-primas para alguns medicamentos modernos. O estudo do uso de plantas por povos nativos é chamado de etnobotânica, enquanto a botânica econômica foca nas plantas cultivadas modernamente. As plantas também são usadas como matéria-prima para diversos produtos industriais, incluindo compensados de madeira, papel e têxteis, além de uma ampla gama de produtos químicos.
As plantas ornamentais proporcionam prazer a milhões de pessoas por meio da jardinagem, e a floricultura é um passatempo popular entre muitos. A viticultura e a produção de vinho oferecem tanto valor culinário quanto econômico para a sociedade. Em arte, mitologia, religião, literatura e cinema, as plantas desempenham papéis importantes, simbolizando temas como fertilidade, crescimento, pureza e renascimento. Na arquitetura e nas artes decorativas, as plantas inspiram muitos temas, como os arabescos islâmicos e as folhas de acanto esculpidas nos capitéis das colunas do estilo coríntio clássico.

## Contexto
A cultura consiste no comportamento social e nas normas encontradas nas sociedades humanas, transmitidas por meio do aprendizado social. Os universais culturais em todas as sociedades humanas incluem formas expressivas como arte, música, dança, ritual, religião e tecnologias como o uso de ferramentas, culinária, habitação e vestuário. O conceito de cultura material abrange expressões físicas, como tecnologia, arquitetura e arte, enquanto a cultura imaterial inclui princípios de organização social, mitologia, filosofia, literatura e ciência. Este artigo descreve os diversos papéis desempenhados pelas plantas na cultura humana.

## Usos práticos

### Como alimento

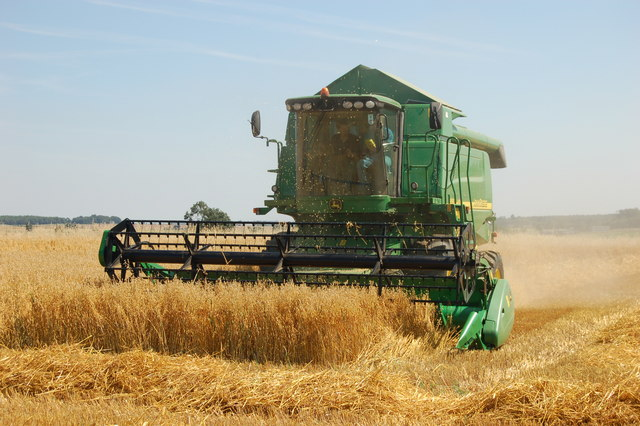
Colheita de aveia

Os humanos dependem das plantas para alimentação, seja diretamente ou como ração para animais domésticos. A agricultura lida com a produção de culturas alimentares e desempenhou um papel fundamental na história das civilizações mundiais. A agricultura inclui a agronomia para culturas aráveis, a horticultura para vegetais e frutas, e a silvicultura para madeira. Cerca de 7.000 espécies de plantas foram usadas como alimento, embora a maior parte dos alimentos atuais derive de apenas 30 espécies. As principais culturas de base incluem cereais como arroz e trigo, raízes e tubérculos como mandioca e batata, e leguminosas como ervilhas e feijões. Óleos vegetais, como o azeite de oliva, fornecem lipídios, enquanto frutas e vegetais contribuem com vitaminas e minerais para a dieta.

### Na indústria

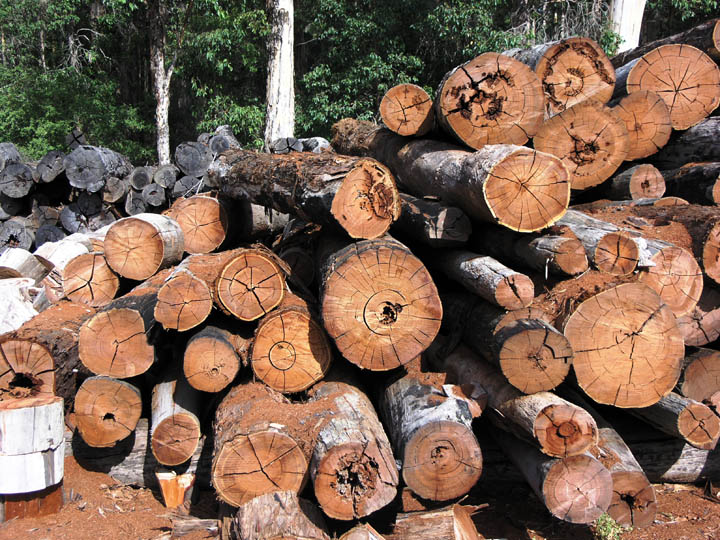
Madeira

As plantas cultivadas como culturas industriais são a fonte de uma ampla gama de produtos usados na manufatura, às vezes de forma tão intensiva que podem causar danos ao meio ambiente. Produtos não alimentícios incluem óleos essenciais, corantes naturais, pigmentos, ceras, resinas, taninos, alcaloides, âmbar e cortiça. Produtos derivados de plantas incluem sabões, xampus, perfumes, cosméticos, tintas, vernizes, borracha, látex, lubrificantes, plásticos, tintas e gomas. Combustíveis renováveis de plantas incluem lenha, turfa e outros biocombustíveis. Os combustíveis fósseis, como carvão, petróleo e gás natural, são derivados dos restos de organismos aquáticos, incluindo fitoplâncton, em tempos geológicos.
Materiais estruturais e fibras de plantas são usados para construir habitações e fabricar roupas. A madeira é utilizada não apenas para construções, barcos e móveis, mas também para itens menores, como instrumentos musicais, ferramentas manuais e equipamentos esportivos. A madeira é processada em polpa para fabricar papel e papelão. Tecidos são frequentemente feitos de algodão, linho, rami ou fibras sintéticas, como raiom e acetato, derivadas da celulose vegetal. Fios usados para costurar tecidos também provêm, em grande parte, do algodão.

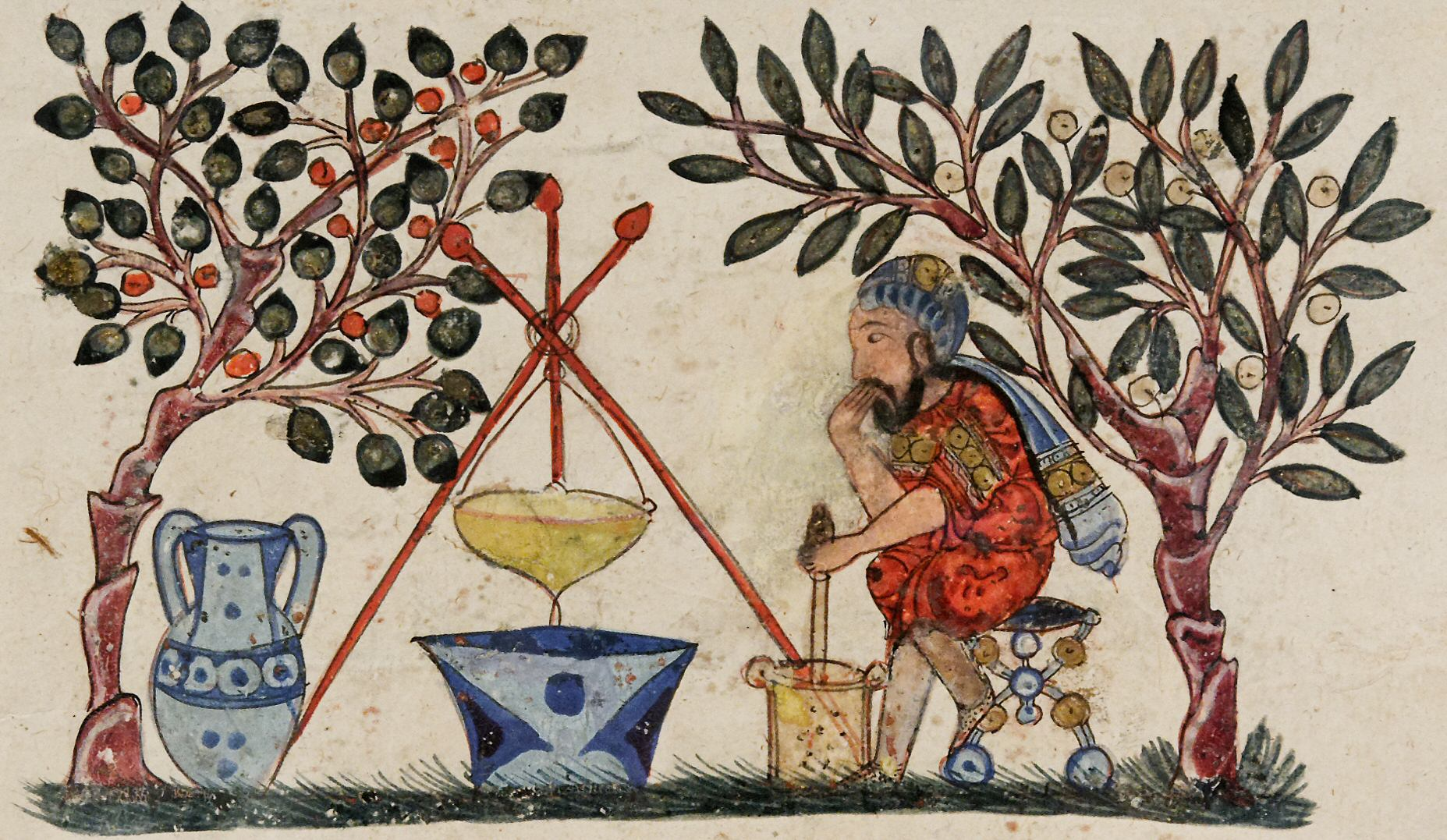
Um médico preparando um elixir, de uma versão árabe da farmacopeia de Dioscórides, 1224.

As plantas são uma fonte primária de produtos químicos básicos, tanto por seus efeitos medicinais e fisiológicos quanto para a síntese industrial de uma vasta gama de produtos químicos orgânicos.

### Na medicina
Centenas de medicamentos são derivados de plantas, tanto os usados em medicinas tradicionais no herbalismo quanto substâncias químicas purificadas de plantas ou inicialmente identificadas nelas, às vezes por meio de buscas etnobotânicas, e depois sintetizadas para uso na medicina moderna. Medicamentos modernos derivados de plantas incluem aspirina, taxol, morfina, quinina, reserpina, colchicina, digitalis e vincristina. Plantas usadas no herbalismo incluem ginkgo, equinácea, matricária e erva-de-são-joão. A farmacopeia de Dioscórides, De Materia Medica, que descreve cerca de 600 plantas medicinais, foi escrita entre 50 e 70 d.C. e permaneceu em uso na Europa e no Oriente Médio até cerca de 1600 d.C.; foi o precursor de todas as farmacopeias modernas.

### Para produtos químicos
Pesticidas derivados de plantas incluem nicotina, rotenona, estricnina e piretrinas. Plantas como tabaco, cannabis, papoula do ópio e coca produzem substâncias psicotrópicas. Venenos de plantas incluem atropina, ricina, cicuta e curare, embora muitos desses também tenham usos medicinais.

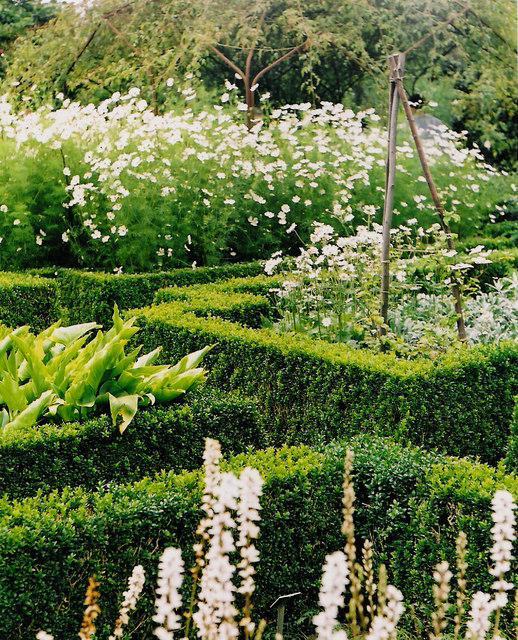
O jardim branco do Castelo de Sissinghurst

### Na jardinagem
Milhares de espécies de plantas são cultivadas para fins estéticos, além de proporcionarem sombra, modificarem temperaturas, reduzirem ventos, abafarem ruídos, garantirem privacidade e prevenirem a erosão do solo. As plantas são a base de uma indústria de turismo multibilionária, que inclui viagens a jardins históricos, parques nacionais, florestas tropicais, florestas com folhas de outono coloridas e festivais como o Hanami no Japão e o festival nacional das cerejeiras nos Estados Unidos.

Existem formas de arte especializadas no arranjo de plantas cortadas ou vivas, como bonsai, ikebana e o arranjo de flores cortadas ou secas. As plantas ornamentais, por vezes, mudaram o curso da história, como na mania das tulipas.

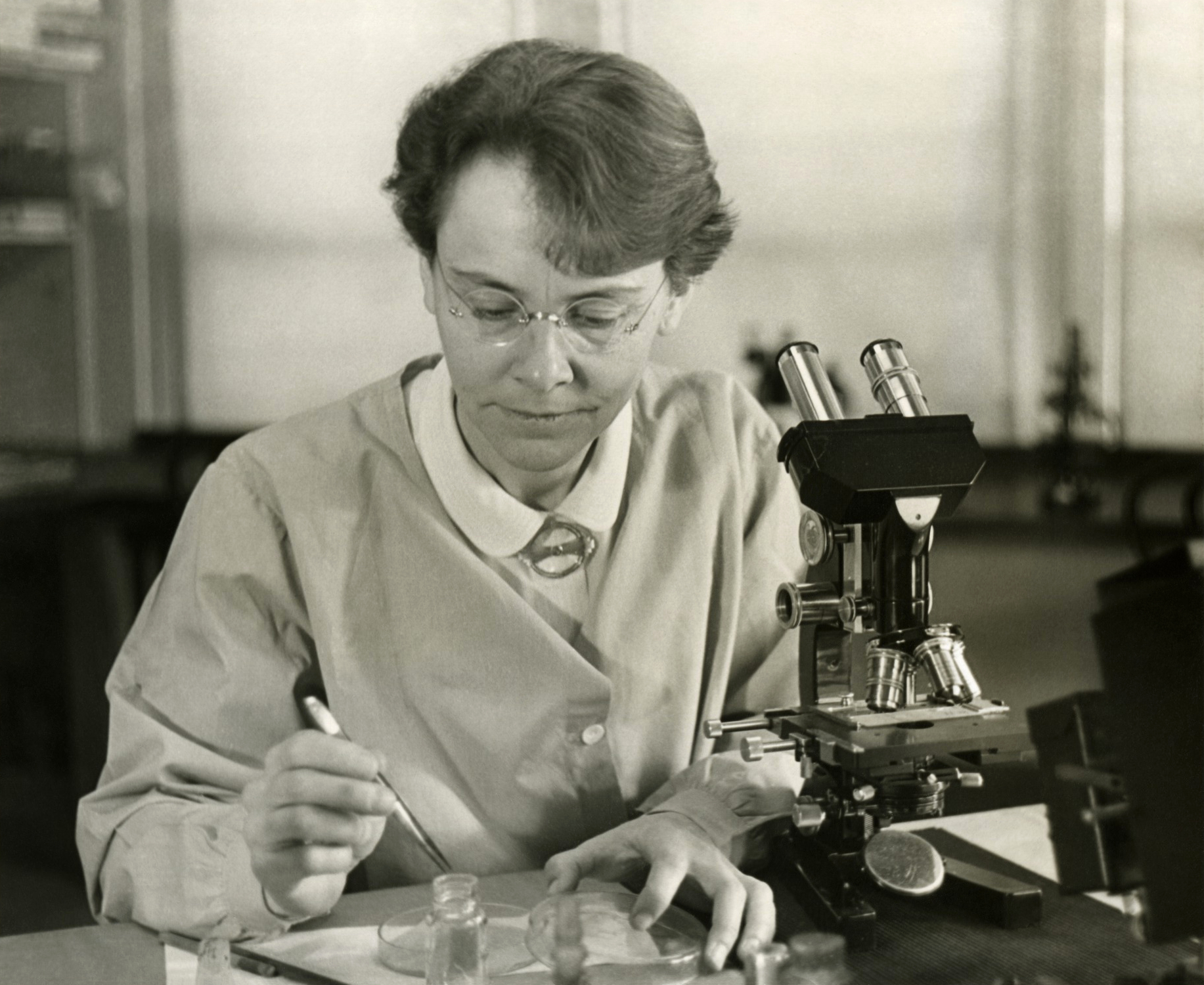
Barbara McClintock (1902–1992), uma citogeneticista pioneira que estudou o mecanismo de herança usando milho.

### Na ciência
Pesquisas biológicas básicas frequentemente utilizaram plantas. Em genética, o cruzamento de plantas de ervilha permitiu a Gregor Mendel derivar as leis básicas que governam a herança, e a análise de cromossomos em milho permitiu a Barbara McClintock demonstrar sua conexão com características herdadas. A planta Arabidopsis thaliana é usada em laboratórios como organismo modelo para entender como os genes controlam o crescimento e o desenvolvimento das estruturas vegetais. A NASA prevê que estações espaciais ou colônias espaciais dependerão de plantas para suporte de vida.

Avanços científicos em engenharia genética levaram ao desenvolvimento de culturas modificadas. Culturas geneticamente modificadas [en] introduzem novas características às plantas que elas não possuem naturalmente. Isso pode trazer benefícios, como a redução do uso de pesticidas nocivos, ao incorporar qualidades como resistência a insetos e tolerância a herbicidas.

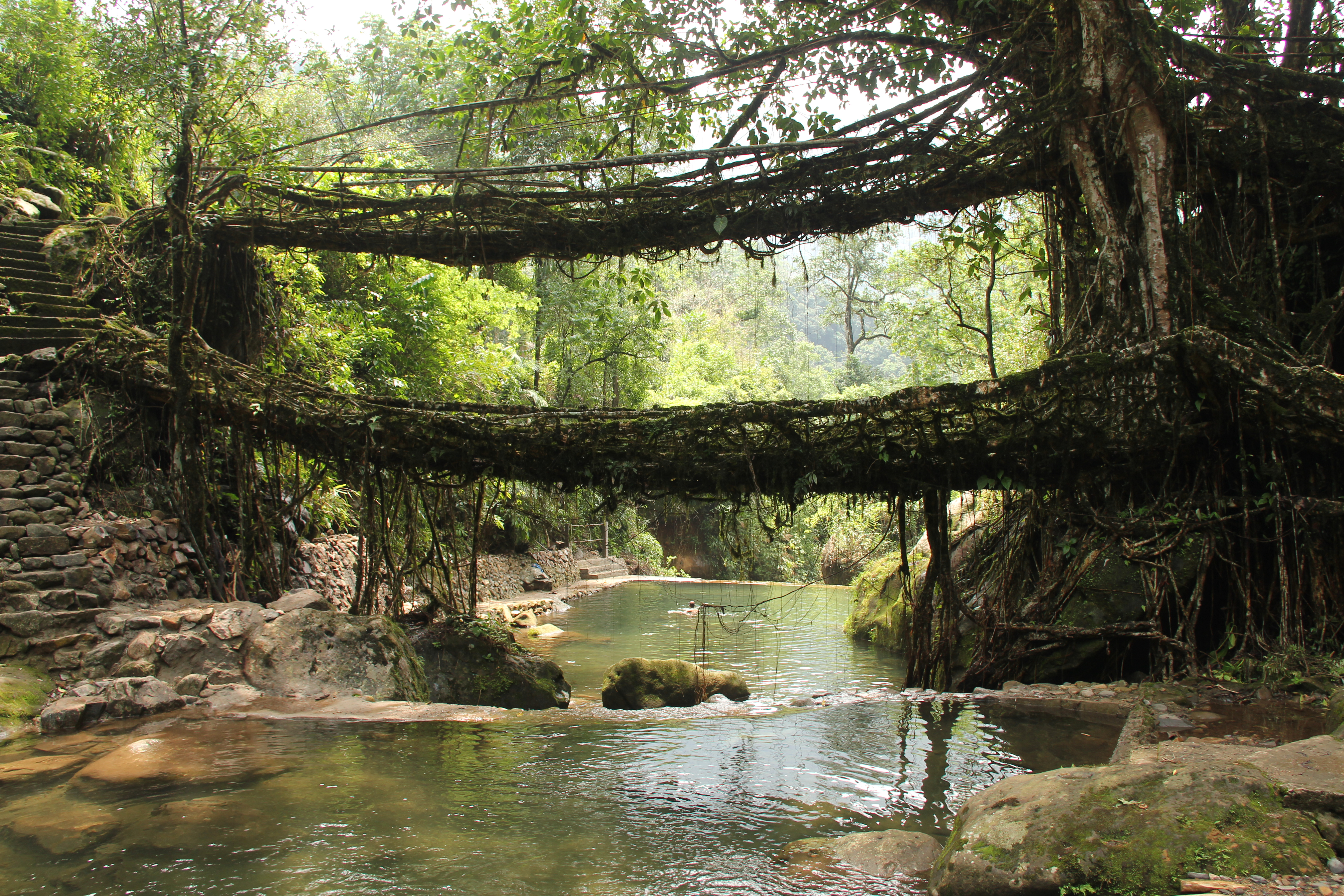
Duas pontes de raízes vivas no estado de Meghalaya, Índia.

### Estruturas vivas
A capacidade das árvores de se enxertarem é ocasionalmente explorada pela modelagem de árvores para criar pontes de raízes vivas nos estados de Meghalaya e Nagaland, na Índia, e nas ilhas de Sumatra e Java, na Indonésia. As  raízes aéreas de figueiras-da-borracha, Ficus elastica, são usadas para formar pontes suspensas sobre riachos montanhosos.

## Usos simbólicos

### Na arte

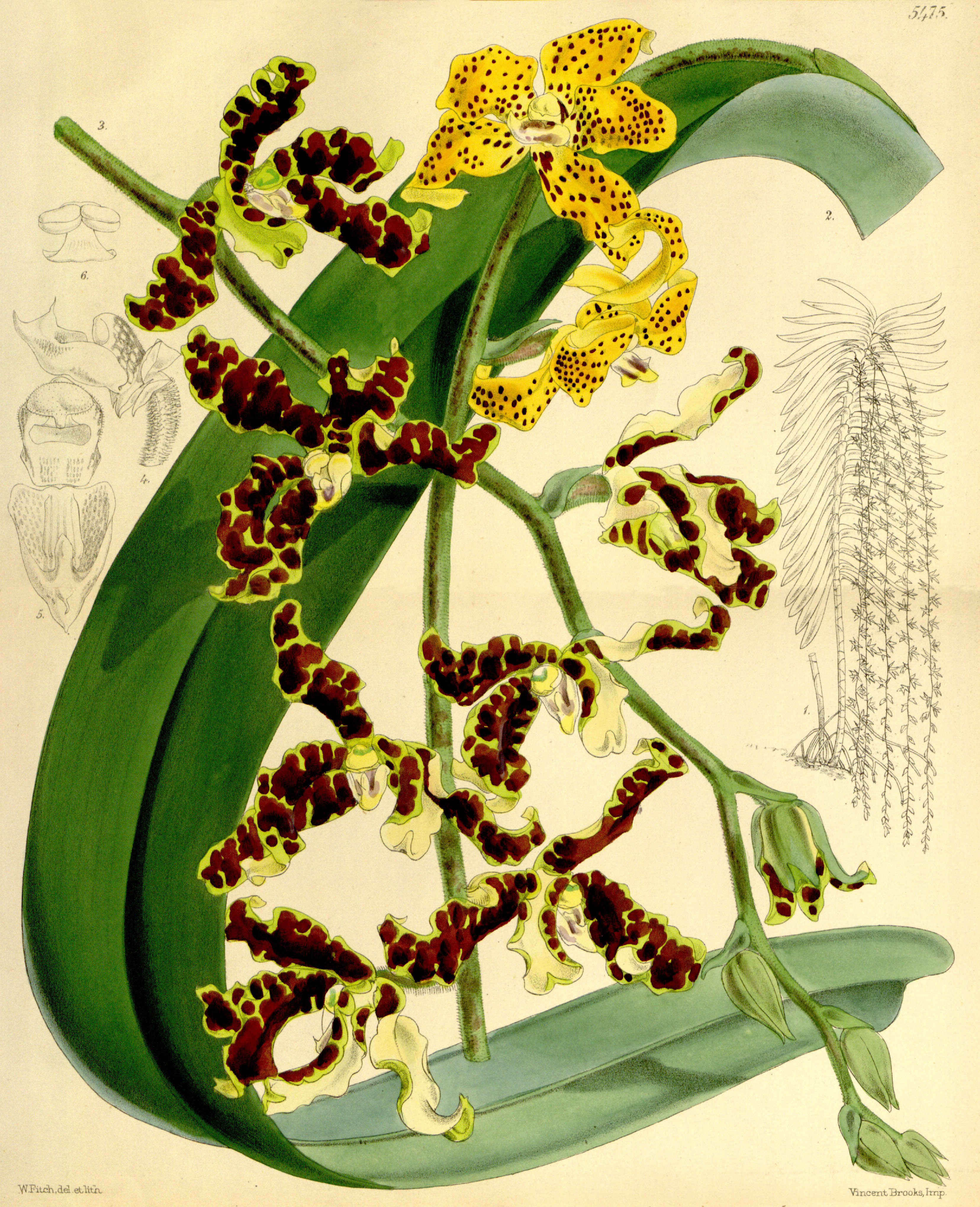
Ilustração botânica de Dimorphorchis lowii por Walter Hood Fitch, 1864

As plantas aparecem na arte, seja para ilustrar sua aparência botânica, seja para os propósitos do artista, que podem incluir decoração ou simbolismo, muitas vezes religioso. Por exemplo, a Virgem Maria foi comparada por Beda, o Venerável, a um lírio, com pétalas brancas denotando pureza do corpo, enquanto os anteras amarelas simbolizavam a luz radiante da alma; assim, retratos europeus da Anunciação da Virgem podem incluir um vaso de lírios brancos em seu quarto para indicar seus atributos. As plantas também são frequentemente usadas como fundos ou elementos em retratos e como temas principais em naturezas-mortas.

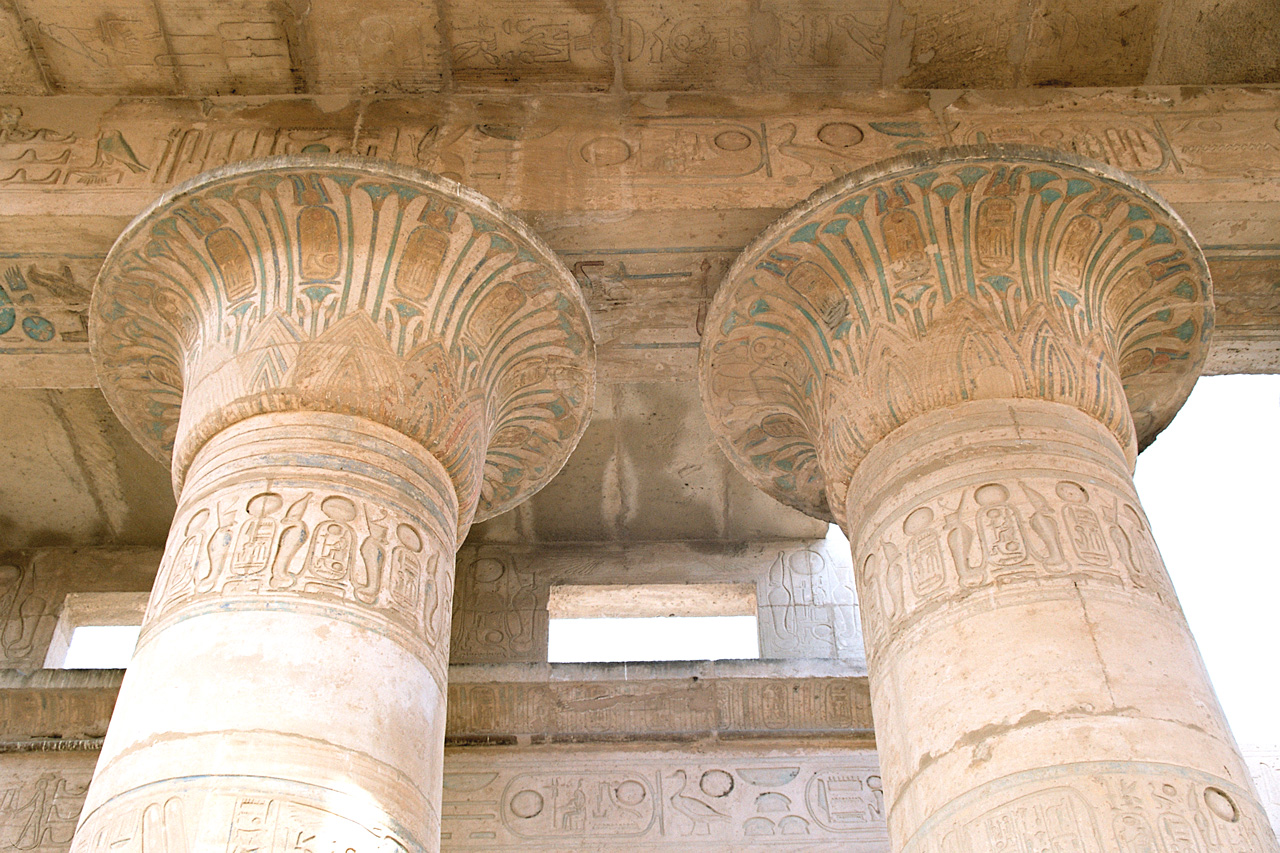
Capitéis de colunas egípcias antigas decorados para se assemelhar a plantas de papiro. Luxor, Egito

Desenhos arquitetônicos que lembram plantas aparecem nos capitéis de colunas do Egito Antigo, que eram esculpidos para se assemelhar ao lótus branco ou ao papiro. As colunas gregas antigas do estilo coríntio são decoradas com folhas de acanto. A arte islâmica também faz uso frequente de motivos e padrões vegetais, incluindo em capitéis de colunas. Esses desenhos tornaram-se cada vez mais elaborados e estilizados, aparecendo como arabescos complexos e motivos geométricos [en] em objetos como o Tapete de Ardabil e azulejos persas de estrela de dez pontas, influenciando as artes decorativas no mundo ocidental em formas como o Rococó e, mais tarde, o movimento Arts and Crafts.

### Na literatura e no cinema

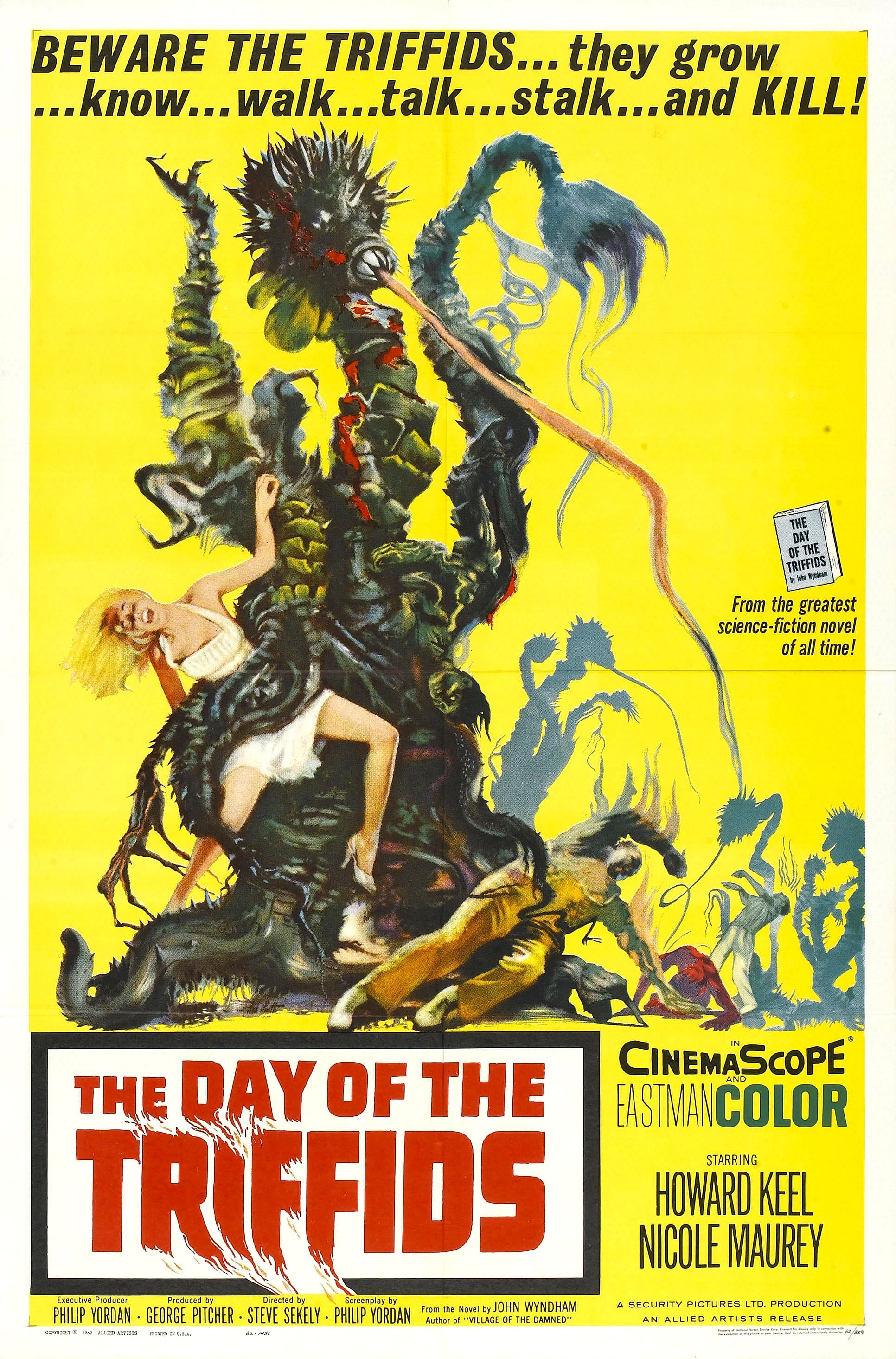
O filme de 1962 de The Day of the Triffids, romance de ficção científica de John Wyndham de 1951, retratava plantas agressivas e aparentemente inteligentes

Tanto plantas reais quanto fictícias desempenham uma ampla variedade de papéis na literatura e no cinema. Os papéis das plantas podem ser malévolos, como os triffids [en], plantas carnívoras com um ferrão venenoso semelhante a um chicote e mobilidade proporcionada por três apêndices semelhantes a pés, do romance de ficção científica de John Wyndham de 1951, The Day of the Triffids, e subsequentes filmes e peças de rádio. A Terra Média de J. R. R. Tolkien utiliza muitos tipos de plantas nomeadas, incluindo a erva curativa athelas, a flor estelar amarela elanor que cresce em lugares especiais como Cerin Amroth em Lothlórien, e a alta árvore mallorn dos elfos. Tolkien nomeia várias árvores individuais de importância na narrativa, incluindo a Árvore da Festa no Condado, com suas associações felizes, e o malevolente Salgueiro-Velho na Floresta Velha.
Árvores aparecem em muitos livros de Ursula K. Le Guin, incluindo o mundo florestal de Athshe e o Bosque Imanente em Roke na série Terra-mar, a tal ponto que, na introdução de sua coletânea The Wind's Twelve Quarters, ela admite "uma certa obsessão com árvores" e se descreve como "a escritora de ficção científica mais arbórea". O filme de James Cameron de 2009, Avatar, apresenta uma árvore gigante chamada Árvore-Casa, o local sagrado de reunião da tribo humanoide Na'vi; a árvore, a tribo e o planeta interconectados são ameaçados pela mineração: a tribo e o herói do filme lutam para salvá-los. Árvores são temas comuns em poesia, incluindo o poema lírico de Joyce Kilmer de 1913, intitulado "Trees". Flores, da mesma forma, são temas de muitos poemas de poetas como William Blake, Robert Frost e Rabindranath Tagore.

### Na mitologia e religião

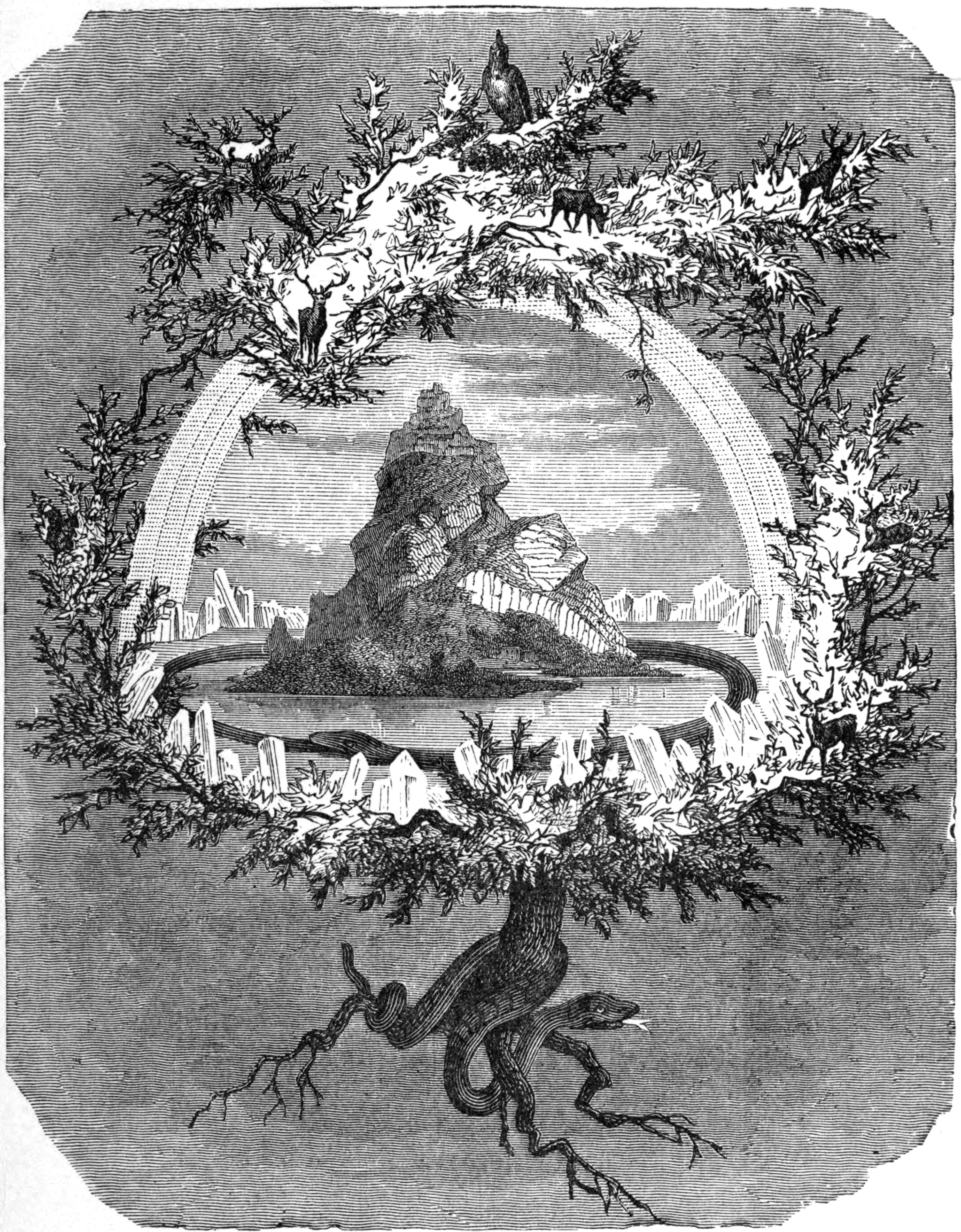
The Ash Yggdrasil, a árvore do mundo da mitologia nórdica, retratada por Friedrich Wilhelm Heine, 1886

As plantas figuram proeminentemente na mitologia e na religião, onde simbolizam temas como fertilidade, crescimento, imortalidade e renascimento, podendo ser mais ou menos mágicas. Assim, na mitologia letã, Austras koks é uma árvore que cresce desde o início da jornada diária do Sol pelo céu. Uma árvore cósmica diferente é Yggdrasil, a árvore do mundo da mitologia nórdica, na qual Odin se pendurou. Diferente ainda é a árvore de craca, acreditada na Idade Média como tendo cracas que se abriam para revelar gansos, uma história que talvez tenha surgido da observação de cracas de ganso crescendo em madeira flutuante [en]. A mitologia grega menciona muitas plantas e flores, como a árvore de lótus, que produz um fruto que causa uma sonolência agradável, enquanto móli é uma erva mágica mencionada por Homero na Odisseia com uma raiz preta e flores brancas.
A mandrágora é alucinógena e suas raízes podem se assemelhar a uma figura humana, sendo usado há muito tempo em práticas mágicas e ainda hoje em paganismos contemporâneos como Wicca e Odinismo. Tabernanthe iboga [en] é usado como alucinógeno no Gabão por sociedades secretas para cerimônias de iniciação. Plantas mágicas também são encontradas na mitologia sérvia, onde o Raskovnik [en] é supostamente capaz de abrir qualquer cadeado. No simbolismo budista, tanto o lótus quanto a Árvore Bodhi são significativos. O lótus é um dos oito sinais auspiciosos compartilhados entre budismo, jainismo e hinduísmo, representando a pureza primordial do corpo, fala e mente, flutuando acima das águas turvas do apego [en] e desejo. A Árvore Bodhi é a figueira sagrada sob a qual Buda teria atingido a iluminação; o nome também é dado a outras árvores Bodhi que se acredita terem sido propagadas a partir da árvore original.